# 警視・深町征爾
『警視・深町征爾』（けいし・ふかまちせいじ）は、2012年から2013年までTBS系「月曜ゴールデン」で放送された刑事ドラマシリーズ。全2回。主演は舘ひろし。

## キャスト

### 警視庁捜査一課
深町征爾
演 - 舘ひろし
捜査一課の応援要員で、階級は警視。かつては公安部の外事三課のキャリア組だったが、中東でのテロリストとの銃撃戦の際に、撃った弾が跳弾となって人質の大使館員の息子に当たり死亡させた事が原因で左遷。
冨樫昌弘
演 - 誠直也
管理官。考えや捜査方法が違う征爾のやり方を疑問視しながらも、理解はしている。征爾の過去については噂程度に知る人物。
平久保篤
演 - 斎藤歩
警部。
鹿沼徳吉
演 - 寺田農（第1作）
捜査一課長。最近の事件の凶悪化・国際化に対し征爾が必要と考える理解者。
北村武
演 - 田村亮（第2作）
捜査一課長。警視正。浅倉の過去を知る数少ない人物。
八木亮平
演 - 山口翔悟（第1作）
警部補。征爾との連絡係を兼任する。
高見沢彰
演 - ベンガル
征爾と同期の刑事部長。次期警視総監候補の公安部長に貸しを作るために、征爾を捜査一課に転属させた張本人。征爾を上手くリストラしようと考えている。第2作では国家公安委員長の娘の捜索を征爾に命じる。
浅倉香澄
演 - 山本未來（第2作）
警部補。捜査一課に転属になったばかりの刑事。征爾とコンビを組む。15年前の警官射殺事件の被害者であった立花警部の娘であるが、その事実を知る者は数少ない。父が死んだ当時は高校生で、「自分の手で犯人を捕まえる」という強い意志を持って警察官へ。警察官となる事で父との絆を繋ぎ止めている。「浅倉」母方の姓で、慕われていた父の娘という特別扱いをされたくない一面も。
飯田美加子
演 - 飯沼千恵子（第2作）

### 警察関係者
結城麻耶
演 - 小川奈那（第1作）
臨海署巡査部長。
江口淳也
演 - 貴山侑哉（第1作）
臨海署警部補・征爾とは以前にも面識がある。
新田健人
演 - 久保真一郎（第1作）
臨海署巡査。
青木誠
演 - 島守杏介（第2作）
渋谷東署巡査・ダーツバーからの保護通報者を捜索中、何者かに射殺される。
山崎
演 - 斉藤岳（第2作）
渋谷東署巡査。
城戸亮平
演 - 中村僚志（第2作）
渋谷東署捜査課刑事。
石井
演 - 康智（第2作）
刑事。
刑事
演 - 斉藤岳（第1作）、米田敬（第1作）
渋谷東署捜査課刑事
演 - 谷川昭一朗（第2作）、石田佳央（第2作）、伏見雅俊（第2作）、千葉誠樹（第2作）、猪股厚志（第2作）、飯田賢治（第2作）

### その他
深町里緒
演 - 多岐川華子
深町の一人娘で、離れて暮らしている。女子高卒恋人がいるも、喧嘩をする度に征爾の自宅へ泊まる事も。第2作では勤めていた会社を辞め、女子高時代の友人の住むパリへ1週間旅行へ行った。外見からか、征爾に援助交際の相手と間違われないかと気にしている。

### ゲスト

#### 第1作「狼は天使の匂い」
中田富明
演 - 石山輝夫
老人ホームや介護ビジネスで急成長を遂げる介護サービス会社「ケアサービス・ナカトミ」の社長。何者かに誘拐される。
中田隆明
演 - 正木蒼二
富明の長男であり副社長。
夏木彩香
演 - とよた真帆
隆明の秘書。かつては新聞社社会部記者で深町とは取材を通しての付き合いがあった。半年前に転職。
三上万里子
演 - 山本陽子
霞ヶ浦の水産会社の社長。中田社長が誘拐される直前に会っていた人物。中田社長との関係には過去の秘密が関係している。
坂本恒男
演 - 伊東孝明
中田社長の秘書。社長が誘拐されたときに居合わせ、身代金を運ぶことになったが…
海藤烈
演 - 四方堂亘
ナカトミの元介護士。元自衛官。
桐山純一
演 - 池田努
ナカトミの元介護ボランティア。
桐山正一郎
演 - 品川徹
桐山純一の養父。「妻の妹の子供」を養子として貰い受けた。
上杉貞夫
演 - 大西武志
拳銃の密売人。
石川和夫
演 - 遠矢武
吉村保
演 - 西本竜樹
須藤幹也
演 - 戸辺俊介
上記3名は、中田富明の誘拐実行犯。いずれもナカトミの元社員
中田佐和子
演 - 山本みどり
富明の妻。
小日向敏
演 - 掛田誠
千葉のナカトミの老人ホームの介護士。一時期そこにいた桐山とは面識がある。
坂本奈津美
演 - 飯沼千恵子
坂本恒男の妻。吉村・須藤に自宅にて襲撃され、娘の陽奈と共に自宅に監禁されていた。
坂本陽奈
演 - 篠川桃音
坂本と奈津美の娘。
坂本家のマンションの管理人
演 - 佐藤仙學
警視庁鑑識課員
演 - 有山尚宏
バーのチンピラ
演 - 重岡陽人、井上博喜、斉藤智哉
その他
演 - 壱ノ木成、佐倉孝治

#### 第2作「殺人者にラブソングを」
川島友梨恵
演 - 塚田帆南
17歳。精華女学院高等部2年。内閣閣僚で国家公安委員長の父を持つ。2週間前、母との口論から家出し行方不明。彼女の薬物疑惑をネタにした脅迫電話が実家に届き、何者かに命を狙われ逃亡中。
小西陽菜子
演 - 藤井武美
川島友梨恵が行方不明になる直前の電話相手。実家から5万円を持ち出して家出中。深町に命を救われ、3年ぶりに実家に帰ろうとしたが…
小西晃子
演 - 沖直美
小西陽菜子の母。港町で小さなスナックを経営。
川島智子
演 - 宮田早苗
川島友梨恵の母。
立花修三
演 - 並樹史朗
警視庁組対四課警部。15年前に何者かに射殺される。浅倉香澄の父。
沖田秀明
演 - 池田努
警視庁組対四課警部。立花の元部下。巡査の射殺事件にて、15年前に立花が射殺された時の拳銃が使われたことで、捜査に協力する。
岸本丈一郎
演 - 中西良太
鉄工所「岸本製作所」の主人。かつて立花修三に逮捕されている。
迫水竜次
演 - 正木蒼二
違法ハーブショップ「BUNNY」オーナー。川島友梨恵を脅迫していた。
「BUNNY」店番
演 - 一木恵里花
八神政也
演 - 勝也
岸本丈一郎の甥。薬物中毒者。
ダーツバーのボーイ
演 - 山地健仁
佐原六介
演 - 浅見小四郎
警視庁鑑識課員。
内山
演 - 梶原幸徳
川島友梨恵の男友達。逃亡中の友梨恵を親戚の別荘にかくまう。

## スタッフ
- 脚本 - 大川俊道
- 監督 - 村田忍
- 警察監修 - 杢尾堯
- 技斗 - 高瀬将嗣
- コスチュームデザイナー - 加藤和孝
- ガンエフェクト - BIGSHOT(1)、浅生マサヒロ(2)
- 技術協力 - フォーチュン
- 美術協力 - ケイエッチケイアート(2)、山崎美術(2)
- 音響効果 - メディアハウスサウンドデザイン
- 編集・MA - ブル
- 車輌 - カースタントTA・KA
- 編成 - 福田健太郎
- プロデューサー - 小椋正樹
- 製作 - ニューウェーブ、TBS

## 放送日程
| 話数 | 放送日        | サブタイトル         | 脚本     | 監督   | 視聴率 |
| ---- | ------------- | -------------------- | -------- | ------ | ------ |
| 1    | 2012年1月30日 | 狼は天使の匂い       | 大川俊道 | 村田忍 | 12.6%  |
| 2    | 2013年7月08日 | 殺人者にラブソングを | 大川俊道 | 村田忍 | 12.8%  |

- 視聴率はビデオリサーチ調べ、関東地区・世帯